# Africans subsaharians a Austràlia

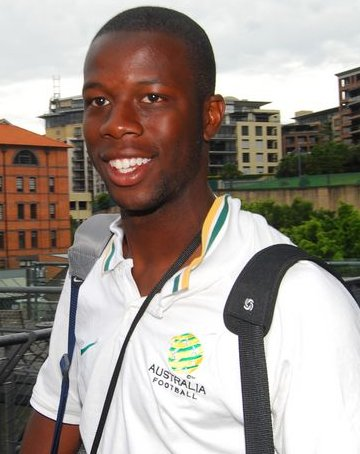
Bruce Djite

Els afroaustralians són els immigrants africans a Austràlia. La immigració a Austràlia des de l'Àfrica és un fenomen recent, ja que tradicionalment la majoria d'immigrants a Austràlia, provenien d'Europa i d'Àsia. El 2005-06, van arribar immigrants permanents de Sud-àfrica (4000) i del Sudan (3800), cosa que els va situar en el sisè i setè lloc dels països d'emigració cap a Austràlia.

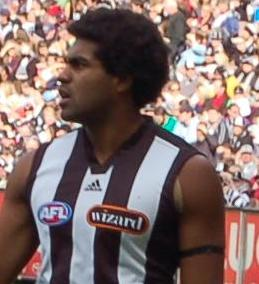
Harry O'Brien

No està massa clar què defineix a una persona com a afroaustralià. L'Oficina Australiana d'Estadístiques categoritza la gent segons el seu lloc de naixement i la seva ascendència. Separa els afroaustralians entre els procedents de l'Àfrica Subsahariana i els procedents del Nord d'Àfrica i l'Orient Pròxim.
Els afroaustralians no són un grup homogeni, sinó que inclouen persones de diversos grups culturals, lingüístics, religiosos i d'estats diferents. Els emigrants a Austràlia des del continent africà en els últims temps acostumen a ser refugiats.
Els convictes que van ser transportats a Austràlia a l'època colonial també incloïen afrocaribenys. Un dels més notables fou el convicte John Caesar, que va arribar amb el primer vaixell de convictes i que havia estat un esclau en una plantació de sucre en els inicis de la seva vida.
De tota manera, la immigració d'africans a Austràlia, fou molt limitada fins a la dècada del 2000.
La majoria dels africans van anar-hi de Sud-àfrica i molts tenen ascendents afrikàner i britànics. Altres sud-africans van emigrar mitjançant programes migratoris. Les condicions socio-polítiques i laborals de Sud-àfrica han empès a molts dels seus habitants a emigrar. Més anteriorment, Austràlia també havia rebut immigrants de Zimbàbue, després del final del domini blanc.
Els conflictes recents en diversos estats africans, sobretot del Corn d'Àfrica, han provocat que moltes persones hagin emigrat a Austràlia mitjançant els programes humanitaris.
Austràlia també ha rebut refugiats d'altres conflictes dels anys noranta d'estats com Sierra Leone, Burundi, Libèria i Ruanda.

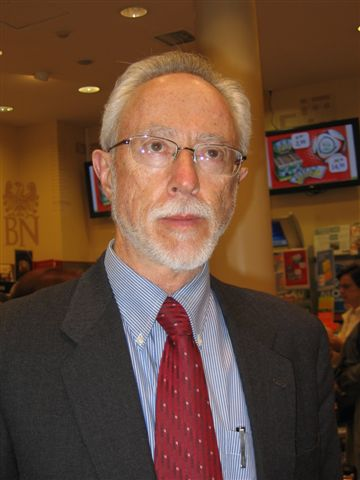
J.M. Coetzee

## Demografia
Al cens del 2006 hi apareixen 248.605 residents que declaraven que havien nascut a Àfrica.
| Estat      | Població | Principal ciutat a on viuen |
| ---------- | -------- | --------------------------- |
| Sud-àfrica | 104.128  | Sydney (27,3%)              |
| Zimbàbue   | 20.157   | Perth (24,7%)               |
| Sudan      | 19.049   | Melbourne (31,0%)           |
| Maurici    | 18.175   | Melbourne (48,6%)           |
| Kenya      | 9.940    | Perth (26,9%)               |
| Etiòpia    | 5.633    | Melbourne (53,9%)           |
| Somàlia    | 4,316    | Melbourne (60,1%)           |
| Zàmbia     | 4,082    | Perth (30,7%)               |
| Ghana      | 2,771    | Sydney (51,0%)              |

Mentre que la majoria d'afroaustralians viuen a les ciutats més grans, hi ha grups de refugiats que s'han assentat en zones rurals, com Shepparton i Tamworth. a Sydney, la majoria dels africans viuen als barris de Bondi i St. Ives.